# Caffè storici di Trieste
 I caffè storici di Trieste rappresentano una meta turistica della città.
Trieste è fortemente legata al mondo del caffè, sia per i cospicui traffici che si svolgono nel suo porto, sia per le molteplici realtà industriali di torrefazione che vi operano,  ma anche per i suoi caffè storici, locali dal fascino antico in cui amavano incontrarsi e lavorare illustri letterati quali Svevo, Saba, Joyce, per arrivare sino ai giorni nostri con Magris.
I principali caffè storici di Trieste sono:
- Caffè degli Specchi , in piazza Unità d'Italia;
- Caffè Urbanis, in via del Teatro;
- Caffè Tommaseo, in piazza Tommaseo;
- Caffè Torinese, in Corso Italia;
- Caffè Stella Polare, in via Dante, affacciato su piazza Sant'Antonio;
- Caffè San Marco, in via Battisti;
- Bar Venier, in Piazza Goldoni.

Sono da ricordare inoltre le pasticcerie:
- Pasticceria La Bomboniera, in via Trenta ottobre;
- Caffè Pasticceria Pirona, in Largo Barriera Vecchia.

E alcune torrefazioni storiche:
- Torrefazione La Triestina, in via di Cavana.

Alcuni di questi locali hanno mantenuto la loro struttura originale, altri sono stati rammodernati, altri ancora, come il caffè Tergesteo, il Fabris, il Firenze, il Milano e il Miramar hanno chiuso e al loro posto sorgono banche e altre attività.